# IC 357
IC 357  ist eine Balken-Spiralgalaxie vom Hubble-Typ SBab im Sternbild Stier auf der Ekliptik. Sie ist rund 281 Millionen Lichtjahre von der Milchstraße entfernt und hat einen Durchmesser von etwa 100.000 Lichtjahren.
Das Objekt wurde am 1. Januar 1867 vom US-amerikanischen Astronomen Truman H. Safford entdeckt.